# Denís Monastirski
Denís Anatóliyovich Monastirski Denís Monastirski (en ucraïnès: Денис Анатольевич Монастырский; Khmelnitski, Unió Soviètica, 12 de juliol de 1980 - Brovarí, Ucraïna, 18 de gener de 2023) va ser un advocat i polític ucraïnès. Va exercir el càrrec de ministre de l'interior d'Ucraïna des del 16 de juliol de 2021 fins a la seva mort el 18 de gener de 2023.
Graduat de la Facultat de Dret de la Universitat d'Administració i Dret de Jmelnitski, també es formà a l'Institut Koretsky d'Estat i Dret de l'Acadèmia nacional de les ciències d'Ucraïna, i disposava d'un doctorat en Dret. El 2007, va començar la seva carrera com a advocat. També va dirigir el departament d'elaboració de lleis i experiència científica de la part de recerca de la Universitat d'Administració i Dret de Jmelnitski, on va treballar com a professor associat. Va ser cofundador i membre de la junta directiva de l'Associació Cultural Juvenil de Podolia «Cap al futur a través de la cultura. Entre 2014 i 2019, va ser assistent consultor voluntari del diputat Anton Herashchenko.
En el període previ a les eleccions presidencials d'Ucraïna de 2019, fou presentat com a assessor dins de l'equip del candidat presidencial Volodímir Zelenski. Zelenski va guanyar les eleccions i va assumir com a president d'Ucraïna el 20 de maig de 2019. Va ser candidat del partit Servidor del Poble en les eleccions parlamentàries d'Ucraïna de 2019.4. dels diputats que més iniciatives legislatives va presentar.
Després que el 12 de juliol de 2021 el ministre de l'interior, Arsén Avákov, presentés la renúncia al seu càrrec, Monastirski va ser nomenat Ministre de l'Interior el 16 de juliol de 2021 votat per 271 diputats. Anton Herashchenko es va convertir en un dels seus assessors oficials al Ministeri.
Durant les tensions relatives a la crisi russo-ucraïnesa al començament del 2022, Monastirski i diversos periodistes que l'acompanyaven van haver d'allunyar-se d'una zona propera a la línia de contacte de la guerra del Donbàs, prop de Novolugansk (óblast de Donetsk), al rebre trets de morter i obús des del costat separatista que es van saldar amb dos soldats morts i quatre ferits.
El 18 de gener del 2023, en plena invasió russa d'Ucraïna, Monastirski, juntament amb el seu viceministre Yevgen Yenin i el secretari d'Estat Iuri Lubkovich, van morir en un accident d'helicòpter a Brovarí, un suburbi de l'est de la capital, Kíiv. L'helicòpter, en estavellar-se, va caure sobre una llar d'infants, cosa que va provocar la mort de tres nens. El balanç final de morts fou de divuit, i quinze persones més foren ateses per diverses lesions.